# ناو آمبریا
ناو آمبریا (به انگلیسی: Italian cruiser Umbria) یک کشتی بود که طول آن ۸۴٫۸ متر (۲۷۸ فوت) بود.